# Dom Książki Librex w Ostrawie
Dom Książki Librex (cz. Dům knihy Librex) – dom handlowy znajdujący się w centrum Ostrawy, na pl. B. Smetany 8, w sąsiedztwie Teatru im. A. Dvořáka. Pięciopiętrowy gmach powstał w 1928 r. w stylu modernistycznym według projektu Karla Kotasa i mieścił pierwotnie dom towarowy sieci Brouk a Babka. Po wojnie znajdował tu się DH Ostravanka, a od 2001 r. Dom Książki Librex – największa księgarnia Ostrawy i jedna z większych w całych Czechach.

## Historia

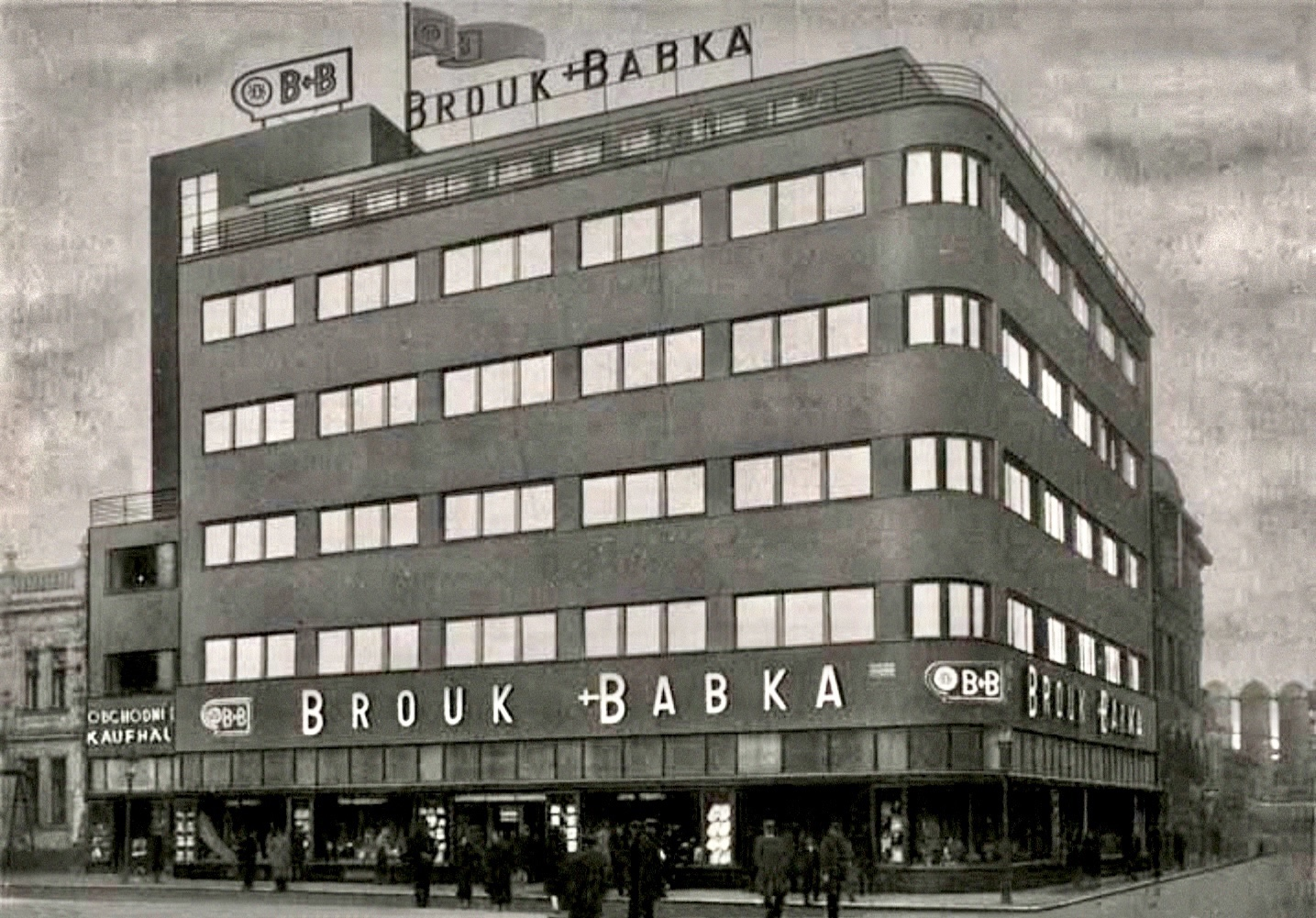
Dom handlowy Brouk a Babka w latach 30. XX wieku

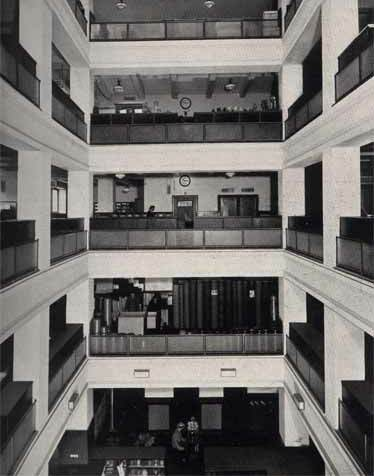
Wnętrze w latach 30. XX wieku

Dom handlowy na ostrawskim pl. Smetany został zbudowany w 1928 r. W momencie był powstania najnowocześniejszym obiektem sieci Brouk a Babka. Pięciopiętrowy żelbetowy gmach projektu Karla Kotasa stał się pierwszym modernistycznym budynkiem Ostrawy.
W 1936 r. atrium zadaszono szklanym przekryciem, a w 1939 r. dokonano zmian w wystroju wnętrz według projektu Františka Kolářa i Jana Rubégo.
Podczas amerykańskiego nalotu na Ostrawę 29 sierpnia 1944 r. na dom handlowy Brouk a Babka spadła jedna bomba lotnicza. Nie wybuchła, jednak uszkodziła dach i ostatnią kondygnację. W wyniku remontu budynek stracił zniszczone piąte piętro i przeszklenie atrium, czwarte piętro z kolei przekształcono na biura i magazyny.
W 1945 r. obiekt znacjonalizowano i przekształcono w Dom Handlowy Ostravanka. W okresie powojennym dwukrotnie dokonywano remontów – w 1960 i 1974 r. Oba bardzo zniekształciły pierwotne wnętrza, a w mniejszym stopniu wpłynęły również na wygląd elewacji.
W 1990 r. Ostravanka trafiła w ręce prywatne. W 2001 r. budynek nabyła sieć księgarni Librex, która postanowiła utworzyć w nim Dom Książki Librex. Został on otwarty 5 września 2001 r. po kilkumiesięcznym remoncie, którego głównym założeniem było jak największe przybliżenie wystroju wnętrz do oryginalnego wyglądu z lat 30. XX wieku. Za ten remont gmach uzyskał tytuł "Budynku roku 2001".
Od 2008 r. w Domu Książki Librex umieszczona jest scena dyskusyjna festiwalu muzycznego Colours of Ostrava.